# Molnträsket (sjö i Nyland)
Molnträsket är en sjö i Sibbo kommun i Finland.   Den ligger i landskapet Nyland, i den södra delen av landet, 26 km nordost om huvudstaden Helsingfors. Molnträsket ligger 37 meter över havet. I omgivningarna runt Molnträsket växer i huvudsak barrskog. Arean är 16,6 hektar och strandlinjen är 2,55 kilometer lång. Sjön  ingår i Sibbo å huvudavrinningsområde. 